# Indy Lights 1994
Indy Lights 1994 vanns av Steve Robertson.

## Delsegrare
| Datum        | Bana          | Vinnare         |
| ------------ | ------------- | --------------- |
| 10 april     | Phoenix       | Greg Moore      |
| 17 april     | Long Beach    | Steve Robertson |
| 5 juni       | Milwaukee     | Steve Robertson |
| 12 juni      | Detroit       | Steve Robertson |
| 26 juni      | Portland      | André Ribeiro   |
| 10 juli      | Cleveland     | Eddie Lawson    |
| 17 juli      | Toronto       | Steve Robertson |
| 14 augusti   | Mid-Ohio      | André Ribeiro   |
| 21 augusti   | New Hampshire | Greg Moore      |
| 4 september  | Vancouver     | André Ribeiro   |
| 18 september | Nazareth      | Greg Moore      |
| 9 oktober    | Laguna Seca   | André Ribeiro   |

## Slustställning
| Plats | Förare          | Poäng |
| ----- | --------------- | ----- |
| 1     | Steve Robertson | 179   |
| 2     | André Ribeiro   | 170   |
| 3     | Greg Moore      | 154   |
| 4     | Eddie Lawson    | 139   |
| 5     | Pedro Chaves    | 132   |
| 6     | Nick Firestone  | 72    |
| 7     | Alex Padilla    | 63    |
| 8     | Doug Boyer      | 47    |
| 9     | David DeSilva   | 47    |
| 10    | Buzz Calkins    | 41    |